# Каркарашвили, Георгий Нодариевич
Георгий (Гия) Нодариевич Каркарашвили (груз. გიორგი (გია) ნოდარის ძე ყარყარაშვილი) — грузинский политик, министр обороны в 1993—1994 годах, депутат в 1999—2005 годах.

## Биография
Родился, по разным данным, 30 или 31 октября 1964, 1966 или 1968 года.
После окончания восьми классов во 2-й школе железнодорожников Тбилиси, поступил в Тбилисское артиллерийское училище, после окончания которого, в 1988 году, ему был присвоен чин младшего лейтенанта. В 1988—1990 годах проходил службу в Советской армии. В 1990 году уволился из армии в чине капитана.
С 1991 года — в грузинской армии. В 1991—1993 годах командовал батальоном «Белый орёл», занимал должность начальника управления национальной гвардии. За участие в свержении Звиада Гамсахурдии был назначен комендантом Тбилиси. В 1992 году (после двух инцидентов, одним из которых был расстрел беженцев на Зарской дороге) он подавал в отставку, однако в мае 1993 года был назначен министром обороны. В феврале 1994 года он повторно подал в отставку, в том же году переехал в Москву.
В 1994—1995 годах учился в академии Генерального штаба. После её окончания вернулся в Грузию. В 1999—2004 годах — депутат парламента Грузии, занимал должность заместителя председателя парламентского Комитета по обороне и безопасности, был членом фракции «Новые правые».

## Покушения
В 1994—1995 годах на жизнь Каркарашвили был совершён ряд покушений. Первое покушение произошло 3 февраля 1994 года, в доме заместителя Каркарашвили, Ники Кекелидзе, взорвалась бомба. Каркарашвили получил тяжёлые осколочные ранения, Кекелидзе погиб. 6 сентября 1994 года в самолёте, на котором Каркарашвили планировал вылететь в Москву, было обнаружено взрывное устройство. 25 января 1995 года в Москве двое неизвестных обстреляли Каркарашвили и его бывшего заместителя Паату Датуашвили. Датуашвили в результате покушения погиб, раненный тремя пулями Каркарашвили оказался прикован к инвалидному креслу.